# 에이르스터 디비시
에이르스터 디비시(네덜란드어: Eerste Divisie, "1부")는 네덜란드의 2부 축구 리그이다. 스폰서로 인해 쾨컨 캄피운 디비시(Keuken Kampioen Divisie)라고 불리며, 이전에는 같은 이유로 주필러 리그(Jupiler League)로도 알려졌다
에이르스터 디비시에서 우승한 팀은 자동으로 에레디비시로 승격되며 시즌 종료 이후 각 라운드(1 라운드 ~ 6 라운드, 7 라운드 ~ 12 라운드, 13 라운드 ~ 18 라운드, 19 라운드 ~ 24 라운드, 25 라운드 ~ 30 라운드, 31 라운드 ~ 36 라운드)에서 최고의 성적을 기록한 6개 팀은 에레디비시에서 16위, 17위를 기록한 팀과 승강 플레이오프를 치른다.

## 같이 보기
- 에레디비시
- KNVB 베커르